# Michel Maffesoli
Michel Maffesoli (n. Hérault , 14 de noviembre de 1944) sociólogo francés , considerado uno de los fundadores de la sociología de la vida cotidiana y conocido por su análisis de la posmodernidad, la imaginación y, sobre todo, por la popularización del concepto de tribu urbana.

## Biografía
Michel Maffesoli
Nació el 14 de noviembre de 1944 en Graissessac, Hérault, en una familia de italianos inmigrantes. Realizó sus estudios en el naciones, doctorándose en ciencias humanas en 1973 y en sociología en 1978.
En 1972 fue codirector del equipo de sociología urbana de Grenoble (UDE), donde comienza a desarrollar una reflexión sobre el espacio que seguirá en su libro titulado Du nomadisme. Vagabondages initiatiques. Su obra está marcada por las influencias de Pierre Sansot y Duvignaud Jean, miembros del comité de defensa de su tesis de 1978. Aunque su influencia fundamental está asociada al antropólogo  Gilbert Durand, cuyo texto "Estructuras antropológicas de lo imaginario" incidió el la obra de Maffesoli. Posteriormente, trabaja como asistente universitario en la Universidad de Estrasburge hasta 1981, cuando obtiene la cátedra Émile Durkheim en la universidad París|parisina de La Sorbona. En 1982 funda junto con Georges Balandier el Centre d’études sur l’actuel et le quotidien (Centro de Estudios de lo Actual y lo Cotidiano). 
En 1990 le fue otorgado el premio de ensayo André Gautier por su obra En el crisol de las apariencias y en 1992 obtuvo el premio de las Ciencias Humanas de la Academia francesa por La transformación de lo político. En 2008 es director de la revista internacional de ciencias humanas y sociales Sociétés, vicepresidente del Instituto Internacional de Sociología (IIS) y secretario general del Centre de recherche sur l'imaginaire (CRI).
Ha sido uno de los sociólogos que más enfáticamente ha defendido la idea de un cambio de época, pensado desde el concepto de sociedad posmoderna, cuyos rasgos distintivos son: el tribalismo, el nomadismo, el predominio del presente y el emocionalismo. Para él, la posmodernidad ha rebasado los ideales de la modernidad centrados en los conceptos de trabajo, racionalidad y finalismo social. 
Si bien pone en cuestión el concepto de una sociedad finalizada desde referentes utópicos, acepta la vigencia de libertades intersticiales, como campo de realización de imaginarios cotidianos de superación de lo dado.